# Lycée GuangMing de Shanghai
Le lycée GuangMing de Shanghai est un bâtiment du District de Huangpu, situé Rue de Xizangnan au centre-ville de Shanghai. Il est fondé par les français en 1886 et est une école renommée depuis plus d'un siècle. Connue d'abord en tant qu'Ecole municipale Sino-française, puis Ecole Sino-française, elle a finalement été rebaptisée Lycée GuangMing de Shanghai en 1951. Le bâtiment ancien de l'école construit en 1923, est un bâtiment historique exceptionnel de Shanghai, de style français. Le nouveau bâtiment est un bâtiment d'aide à l'enseignement, inauguré par le célèbre mathématicien chinois Su Buqing, et est équipé en matériel de laboratoire moderne, en matériel de fitness et autres outils de soutien. Désigné comme un modèle « démonstratif », le lycée est devenu une école pilote à Shanghai en 2005. 

## Histoire
Le lycée GuangMing de Shanghai est fondé par le conseil d'administration municipale de la concession française de Shanghai. La première classe de 100 élèves inscrite à l'école n'étudiait que le français. Le soir, il existait une classe supplémentaire pour enseigner le français aux officiers en service dans la Concession française. Tous les élèves étaient exemptés des frais de scolarité et les livres leur étaient remis gratuitement. En 1911, l'école opte pour un système scolaire français avec quatre niveaux d'enseignement : lycée, collège, école primaire supérieure et collège, avec trois heures de français et trois heures de chinois chacun pour l'école primaire supérieure et le collège. Au collège, les cours sont dispensés en français pendant cinq heures par jour, à l'exception d'une heure en français. En 1946, l'école Sino-française alors établissement privé est renommée lycée Sino-français, puis, en 1951, Lycée GuangMing. Il devient un lycée public en 1953.

## Le bâtiment d'enseignement
En 1913, le bâtiment scolaire de trois étages, situé sur la Rue Xizangnan a la forme d'un «Ⅱ».
En 1923, un bâtiment de trois étages symétrique au bâtiment d'origine est ajouté à l'aile est du bâtiment scolaire, avec une grande cour de récréation dans ses murs, qui peut accueillir un petit terrain de football, avec une piste d'athlétisme et des installations de gymnastique autour de la cour de récréation. Le bâtiment de trois étages couvre une superficie de 6 000 m2, avec une surface au sol de 6 725 m2 et est disposé en forme de "山" (la montagne en français) du couloir intérieur encore visible aujourd'hui. Le style du bâtiment est digne et simple, c'est un mélange éclectique de styles art nouveau et roman.

## La réputation internationale
En 2017, le lycée GuangMing de Shanghai a obtenu le Label FrancÉducation, ce qui en fait la première école en Chine à être accréditée avec le Label FrancÉducation. En 2022, seules 205 écoles dans le monde, avec un total de 21 000 élèves et 2 500 enseignants, ont reçu l'agrément de l'enseignement français.
Le président de la République française Emmanuel Macron a par ailleurs mentionné ce lycée lors de son discours du 19 avril 2018 sur la francophonie.
« En dehors même de nos établissements, les filières bilingues francophones sont en effet très demandées à l’étranger, du LAFAYETTE Acadamy de New York jusqu’au lycée GuangMing de Shanghai en passant par le 18e lycée de Zagreb. Pour accompagner leur développement, la mission de l’Agence pour l’enseignement français à l’étranger en la matière sera renforcée. L’objectif est qu’en 2022, le réseau des écoles proposant des sections bilingues francophones de qualité portant le label FrancÉducation regroupe 500 établissements contre les quelque 209 actuellement.⁣ »